# ركراكة (حوض اللوكوس)
ركراكة هو دُوَّار يقع بجماعة زوادة، إقليم العرائش، جهة طنجة تطوان الحسيمة في المملكة المغربية. ينتمي الدوّار لمشيخة حوض اللوكوس التي تضم 11 دوار. يقدر عدد سكانه بـ 502 نسمة حسب الإحصاء الرسمي للسكان والسكنى لسنة 2004.

## روابط خارجية
- البوابة الوطنية للجماعات الترابية نسخة محفوظة 12 مارس 2018 على موقع واي باك مشين.
- المندوبية السامية للتخطيط